# Tylosurus
Tylosurus è un genere di pesci ossei marini appartenente alla famiglia Belonidae.

## Distribuzione e habitat
Il genere Tylosurus si incontra in tutti i mari tropicali e subtropicali. Nel mar Mediterraneo sono presenti due specie, entrambe non comuni, T. acus e T. choram (quest'ultimo lessepsiano).

## Specie
- Tylosurus acus
  - Tylosurus acus acus
  - Tylosurus acus imperialis
  - Tylosurus acus melanotus
  - Tylosurus acus rafale
- Tylosurus choram
- Tylosurus crocodilus
- Tylosurus fodiator
- Tylosurus gavialoides
- Tylosurus pacificus
- Tylosurus punctulatus[1]